# Francisco Dantas (ator)
Francisco Dantas, nome artístico de Franciskus Vladislovas Čepukaitis, (Kaunas, 10 de abril de 1911 – Rio de Janeiro, 29 de agosto de 2000) foi um ator lituano de cinema e televisão radicado no Brasil.

## Biografia
Com mais de 50 filmes e dezenas novelas em seu currículo, Franciskus Vladislovas Cepukaitis veio para o Brasil em 1926. Iniciou sua carreira teatral na Companhia de Teatro Zaira Médice. Participou da montagem de inúmeras peças teatrais, entre as quais citamos My Fair Lady, Um violinista no telhado, Tango e outros. 
Trabalhou ao lado de grandes nome do teatro brasileiro, como Paulo Autran, Bibi Ferreira, Procópio Ferreira, Alda Garrido, Tereza Raquel. No final da década de 1950, Dantas estreou no cinema e participou de dezenas de filmes da época áurea das produtoras Atlântida e Vera Cruz, como Dona Xepa, com Odete Lara, Fuzileiro do Amor, ao lado de Mazzaropi, e A Viúva Valentina, com Dercy Gonçalves. 
Em 1975 foi contratado pela Rede Globo, onde atuou em Gabriela, Escrava Isaura, Selva de Pedra, Água Viva, Top Model, Memorial de Maria Moura e outras produções. Sua última novela foi Felicidade. O ator também trabalhou nos programas Os Trapalhões e Chico Anysio Show.
Faleceu na cidade do Rio de Janeiro em 29 de agosto de 2000 aos 89 anos de insuficiência renal.

## Filmografia

### Cinema
| Ano  | Título                                        | Personagem                 |
| ---- | --------------------------------------------- | -------------------------- |
| 1979 | O Cinderelo Trapalhão                         | Cel. Dourado               |
| 1977 | Ódio                                          | Advogado                   |
| 1976 | Dona Flor e Seus dois Maridos                 | Dr. Argemiro               |
| 1976 | As Loucuras de um Sedutor                     | Sr. Campos                 |
| 1974 | Robin Hood, o trapalhão da floresta           | Tabelião                   |
| 1974 | Aladim e a Lâmpada Maravilhosa                | Mário                      |
| 1972 | Salve-se Quem Puder - Rally da Juventude      | —                          |
| 1971 | Uma Pantera em Minha Cama                     | Napoleão, gerente do hotel |
| 1971 | O Enterro da Cafetina                         | Delegado                   |
| 1971 | Como Ganhar na Loteria sem Perder a Esportiva | Médico                     |
| 1971 | Em Família                                    | Honório                    |
| 1970 | Pais Quadrados... Filhos Avançados            | Francisco                  |
| 1970 | Marcelo Zona Sul                              | Anacleto, pai de Marcelo   |
| 1968 | Massacre no Supermercado                      | Fernando                   |
| 1962 | Sócio de Alcova                               | —                          |
| 1962 | Assassinato em Copacabana                     | Frederico                  |
| 1961 | O Viúvo Alegre                                | Ministro Slovitchine       |
| 1960 | A Viúva Valentina                             | Doutor Laurindo            |
| 1960 | Eu Sou o Tal                                  | —                          |
| 1960 | Sai Dessa, Recruta                            | Coronel                    |
| 1960 | Esse Rio que Eu Amo                           | —                          |
| 1960 | Maria 38                                      | Mordomo                    |
| 1959 | Mujeres de Fuego                              | —                          |
| 1959 | Dona Xepa                                     | Professor de francês       |
| 1959 | Quem Roubou Meu Samba??                       | Dr. Ranulfo                |
| 1957 | O Noivo da Girafa                             | Delegado                   |
| 1957 | Metido a Bacana                               | Repórter                   |
| 1957 | A Baronesa Transviada                         | Juvaldo                    |
| 1957 | Pega Ladrão                                   | Ladrão                     |
| 1957 | O Boca de Ouro                                | —                          |
| 1956 | Fuzileiro do Amor                             | Doutor Jonas               |
| 1956 | Quem Sabe...Sabe!                             | Figueiredo                 |
| 1952 | Barnabé, Tu És Meu                            | —                          |
| 1952 | Destino                                       | —                          |
| 1951 | Aí Vem o Barão                                | —                          |
| 1949 | Carnaval no fogo                              | Capanga                    |
| 1944 | Romance de um Mordedor                        | —                          |

### Na televisão
| Ano  | Título                     | Personagem                        | Notas                                           |
| ---- | -------------------------- | --------------------------------- | ----------------------------------------------- |
| 1994 | Memorial de Maria Moura    | Senhor                            | Participaçãoo Especial                          |
| 1993 | Agosto                     | Síndico                           | Participaçãoo Especial                          |
| 1993 | Mulheres De Areia          | Padre                             | Participaçãoo Especial                          |
| 1993 | Você Decide                | —                                 | Episódio: "Máscara Negra"                       |
| 1992 | Felicidade                 | Matias                            |                                                 |
| 1991 | O Fantasma da Ópera        | Juiz civil                        |                                                 |
| 1990 | Fronteiras do Desconhecido | Gerson do Valle                   | Episódio: "A Personalidade Intrusa"             |
| 1989 | Top Model                  | Seu Rafael                        |                                                 |
| 1989 | O Salvador da Pátria       | Pai de Verônica                   |                                                 |
| 1989 | Que Rei Sou Eu             | Barão de La Rochelle              |                                                 |
| 1989 | República                  | Maracajú                          |                                                 |
| 1988 | Fera Radical               | Dr. Paulo                         |                                                 |
| 1988 | Olho por Olho              | Xerém                             |                                                 |
| 1986 | Selva de Pedra             | Perez                             |                                                 |
| 1986 | Hipertensão                | Américo                           |                                                 |
| 1984 | Corpo a Corpo              | Tobias, amigo de Tia Carmem       |                                                 |
| 1983 | Caso Verdade               | Pietro                            | Episódio: "Vida Nova"                           |
| 1983 | Champagne                  | Homero                            |                                                 |
| 1981 | As Aventuras do Tio Maneco | Professor Camargo                 | Episódio: "Eureka - As Aventuras de Tio Maneco" |
| 1980 | Coração Alado              | Tião Galinha                      |                                                 |
| 1980 | Água Viva                  | Marciano                          |                                                 |
| 1979 | Cabocla                    | Delegado André                    |                                                 |
| 1979 | Feijão Maravilha           | Eurico                            |                                                 |
| 1978 | A Sucessora                | Moretti                           |                                                 |
| 1978 | Dancin' Days               | Setembrino                        |                                                 |
| 1978 | Caso Especial              | Brandão                           | Episódio: "Jorge, um brasileio"                 |
| 1978 | O Pulo do Gato             | Horácio                           |                                                 |
| 1977 | Dona Xepa                  | Alamiro                           |                                                 |
| 1976 | Escrava Isaura             | Mattoso                           |                                                 |
| 1976 | Saramandaia                | Padre Romeu                       |                                                 |
| 1975 | Gabriela                   | Jesuíno Mendonça                  |                                                 |
| 1975 | O Grito                    | Davi                              | [ 6 ]                                           |
| 1974 | Supermanoela               | Donato                            |                                                 |
| 1974 | O Espigão                  | Delegado Fernando Miranda Barbosa | [ 7 ]                                           |
| 1972 | Selva de Pedra             | Neves                             |                                                 |
| 1972 | História de Subúrbio       |                                   |                                                 |
| 1970 | Irmãos Coragem             | Dr. Paulo                         |                                                 |
| 1957 | Grande Teatro Tupi         | —                                 | Episódio: "Vê Se Me Esqueces"                   |

## No Teatro[8]
- 1930 - A Inimiga
- 1930 - Adeus Mocidade
- 1931 - A Inimiga
- 1931 - A Morte Civil
- 1931 - Adeus Mocidade
- 1931 - Amor de Perdição
- 1931 - O Guarani
- 1931 - O Mártir do Carvalho
- 1931 - Otelo
- 1931 - Retalho
- 1932 - A Inimiga
- 1932 - A Morte Civil
- 1932 - Adeus Mocidade
- 1932 - Amor de Perdição
- 1932 - O Guarani
- 1932 - O Mártir do Carvalho
- 1932 - Otelo
- 1932 - Retalho
- 1942/1943 - Filho de Sapateiro, Sapateiro Deve Ser
- 1943 - Gente Honesta
- 1943 - O Avarento
- 1944 - A Tal Que Entrou no Escuro ou A Bondosa Gelásia Kent
- 1944 - Das Cinco às Sete
- 1944 - Gato por Lebre
- 1944 - Veneno de Cobra
- 1945 - A Mulher do Seu Adolfo
- 1945 - 'A Mulher Que Veio de Londres
- 1945 - Grande Marido
- 1945 - O Costa do Castelo
- 1945 - O Meu Nome É Doutor
- 1945 - O Super-Homem
- 1946 - A Viúva dos Cachorros
- 1947 - O Tal Que as Mulheres Gostam
- 1950 - A Mulher Que Esqueceu o Marido
- 1950 - A Secretária de Meu Marido
- 1951 - Josefina e o Ladrão - Teatro Copacabana Palace
- 1952 - A Cegonha se Diverte... - Teatro República
- 1953 - Daqui não Saio  - Teatro República
- 1955 - A Cegonha se Diverte...
- 1955 - Mulheres Feias
- 1955 - Daqui não Saio
- 1962 - Minha Querida Lady - Teatro Paramount
- 1966 - Rastro Atrás - Teatro Nacional de Comédia
- 1967 - O Inspetor Geral
- 1967 - Secretíssimo
- 1969 - De Olho na Amélia - Teatro Maison de France
- 1972 - Tango - Teatro Nacional de Comédia
- 1972 - Violinista no Telhado - Teatro Aquarius
- 1976 - Vestido de Noiva - Teatro do BNH
- 1980 - Assunto de Família